# Sebastian Berwick
Sebastian Berwick (Brisbane, 15 dicembre 1999) è un ciclista su strada australiano che corre per il team Caja Rural-Seguros RGA; è professionista dal 2021.

## Palmarès

### Strada
- 2017 (Juniores)

Campionati oceaniani, Prova a cronometro Junior
Campionati oceaniani, Prova in linea Junior
- 2022 (Israel-Premier Tech, una vittoria)

5ª tappa Alpes Isère Tour (Entre-deux-Guiers > Allevard-les-Bains)
- 2023 (Israel-Premier Tech, tre vittorie)

3ª tappa Tour Alsace (Vesoul > La Planche des Belles Filles)
Classifica generale Tour Alsace
2ª tappa Tour of Hainan (Qionghai > Baoting)

#### Altri successi
- 2020 (St George Continental Cycling Team)

Classifica giovani Herald Sun Tour
- 2021 (Israel Start-Up Nation)

1ª tappa Settimana Internazionale di Coppi e Bartali (Gatteo, cronosquadre)
- 2022 (Israel-Premier Tech)

Classifica scalatori Alpes Isère Tour

## Piazzamenti

### Grandi Giri
- Giro d'Italia

2023: 71º
- Vuelta a España

2021: 134º

### Competizioni mondiali
- Campionati del mondo su strada

Bergen 2017 - Cronometro Junior: 10º
Bergen 2017 - In linea Junior: 20º